# Храм Банке-Бихари
Храм Банке-Бихари (хинди श्री श्री बांके बिहारी मंदिर) — индуистский храм, расположенный в городе Бриндабан, Индия. Храм посвящен Банке-Бихари, который считается объединённой формой Радхи и Кришны. Первоначально Банке-Бихари поклонялись в Нидхи-ване. Банке значит «согнутый в трёх местах», а бихари значит «верховный наслаждающийся». Первоначально этому божеству (под именем Кунджи-бихари) поклонялся Харидас Свами.

## История
Храм Банке Бихари был установлен современником шести Госвами Свами Харидасом, принадлежавшим нимбарка-сампрадае. Говорится, что он обнаружил это божество в Нидхи-ване где-то в XVI веке. Банке Бихари доставили в храм, когда тот был достроен в 1862 году (по некоторым данным в 1874). Поначалу служение проводилось лишь для одного Банке Бихари, но позже добавили небольшое божество Радхарани.

## Ритуалы
Во время Джулан-ятры проходит фестиваль качелей Кришны. Некоторые качели полностью покрыты серебром, а у некоторых лишь серебряная гравировка. Главным днём Джулан-ятры является третий день растущей луны, во время которого Банке-Бихари помещают на золотую качель (хиндола). Как и в других храмах, занавес перед Божеством открытым не оставляют. Каждые несколько минут его закрывают, а потом вновь открывают. Говорят, что если долго смотреть в бриллиантовые глаза Банке Бихари, то они сделают человека несознающим. Также говорят, что Банке Бихари не нравится звук колокольчиков и раковины, так что вы не услышите их в этом храме.
Божества не просыпаются до 9 утра, так как есть поверье, что Банке-Бихари развлекается до очень позднего времени. В этом храме мангала-арати проводится лишь раз в год, на Джанмаштами. Лотосные стопы божества можно увидеть лишь раз в году, на Акшая-тритью (Чандан-даршан), на третий день светлой половины месяца вайшакха (апрель-май). Осенний день, когда в небе полная луна — это единственный день, когда божество держит флейту, а также надевает особый мукут (корону). Во время фестиваля Холи, пяти последних дней месяца пхальгуна, Банке-Бихари сходит со своего алтаря, и каждый может лицезреть его в полном обличии. Только в это время его можно увидеть вместе с четырьмя гопи.

## Время работы
Лето
Даршан с 09:00 до 12:00 и с 17:00 до 20:30.
Зима
Даршан с 10:00 до 12:30 и с 16:00 до 21:00.

## Галерея

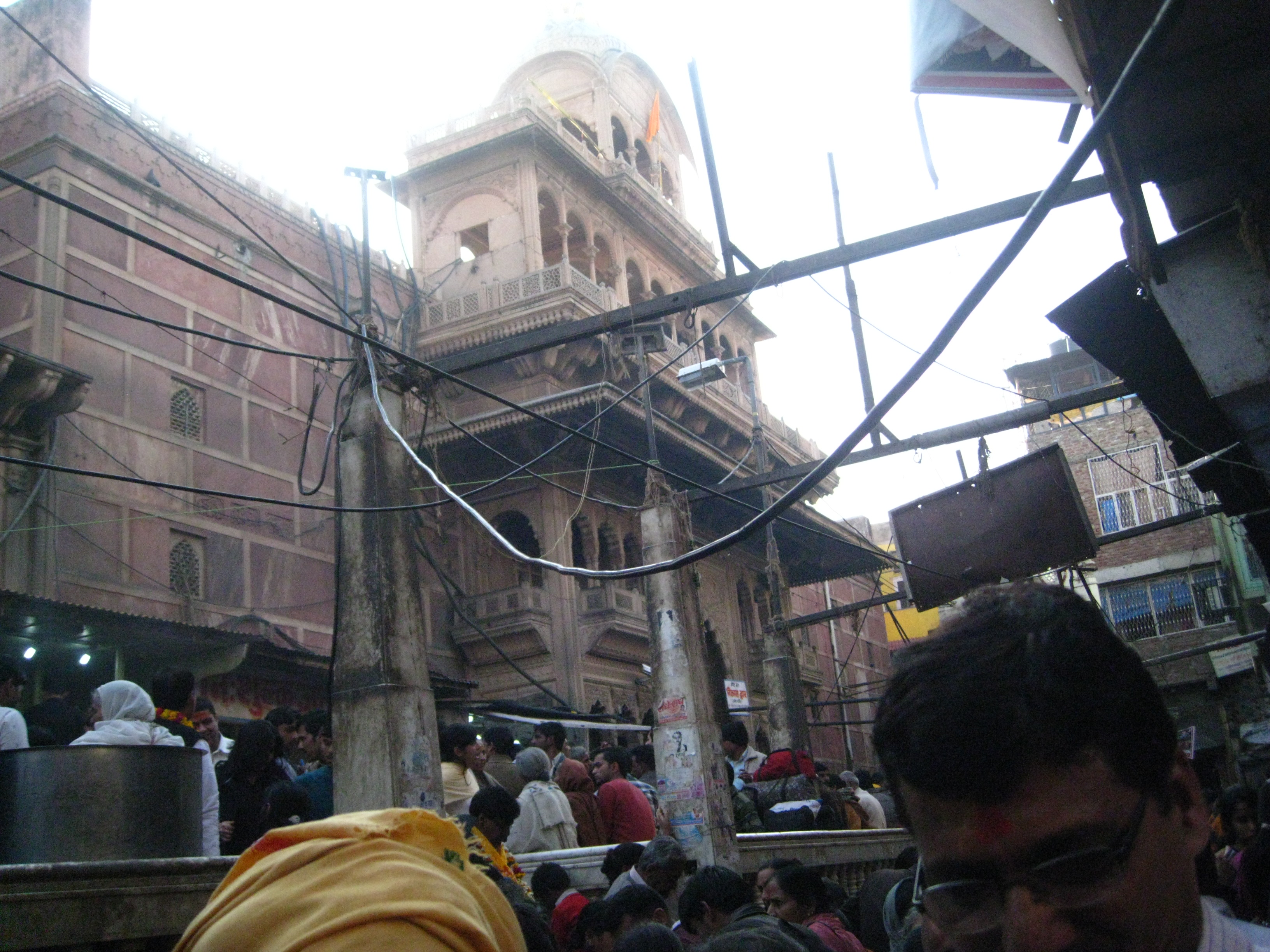
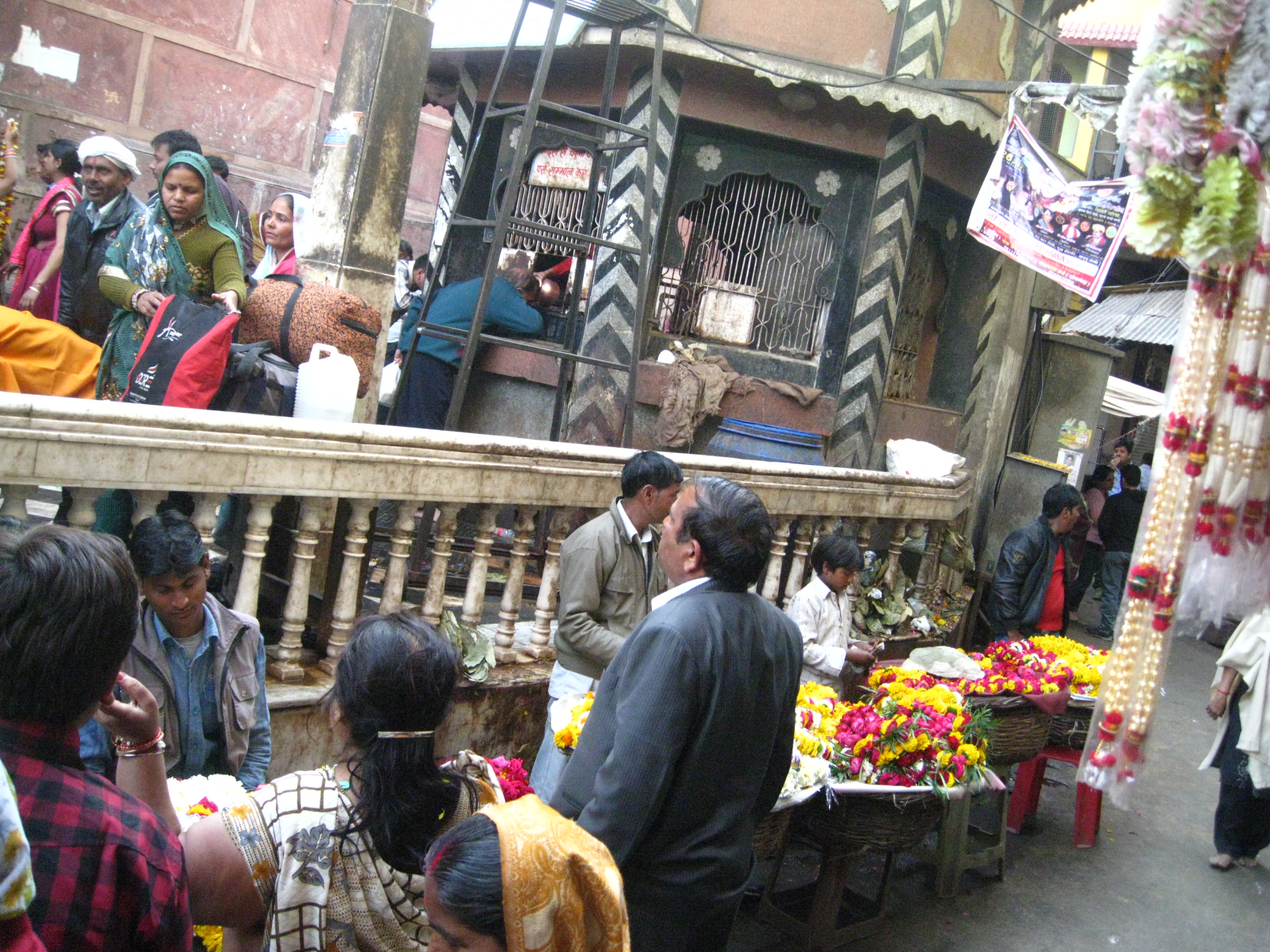
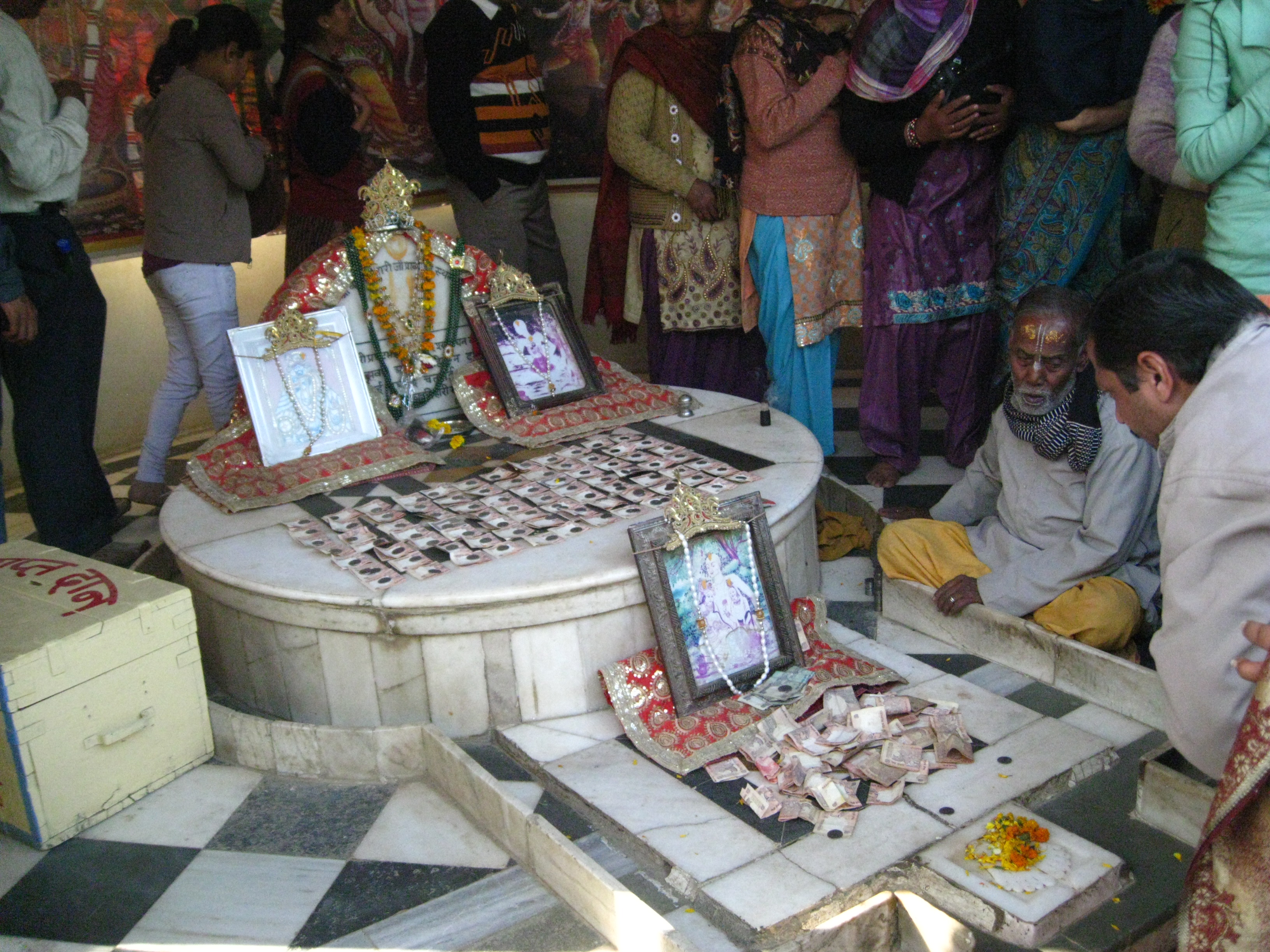
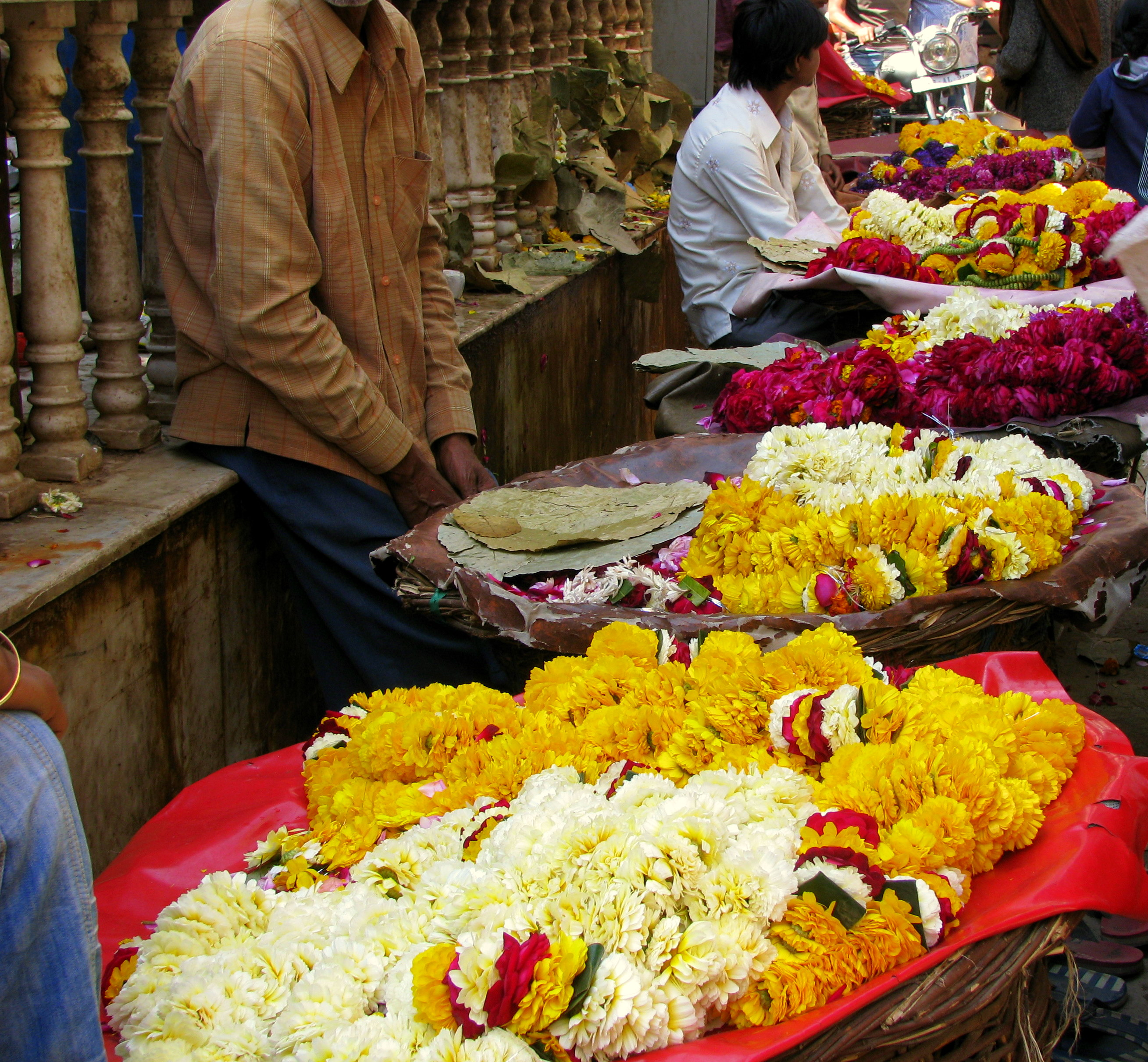